# Helvibis chilensis
Helvibis chilensis là một loài nhện trong họ Theridiidae.
Loài này thuộc chi Helvibis. Helvibis chilensis được Eugen von Keyserling miêu tả năm 1884.